# Czopiarka

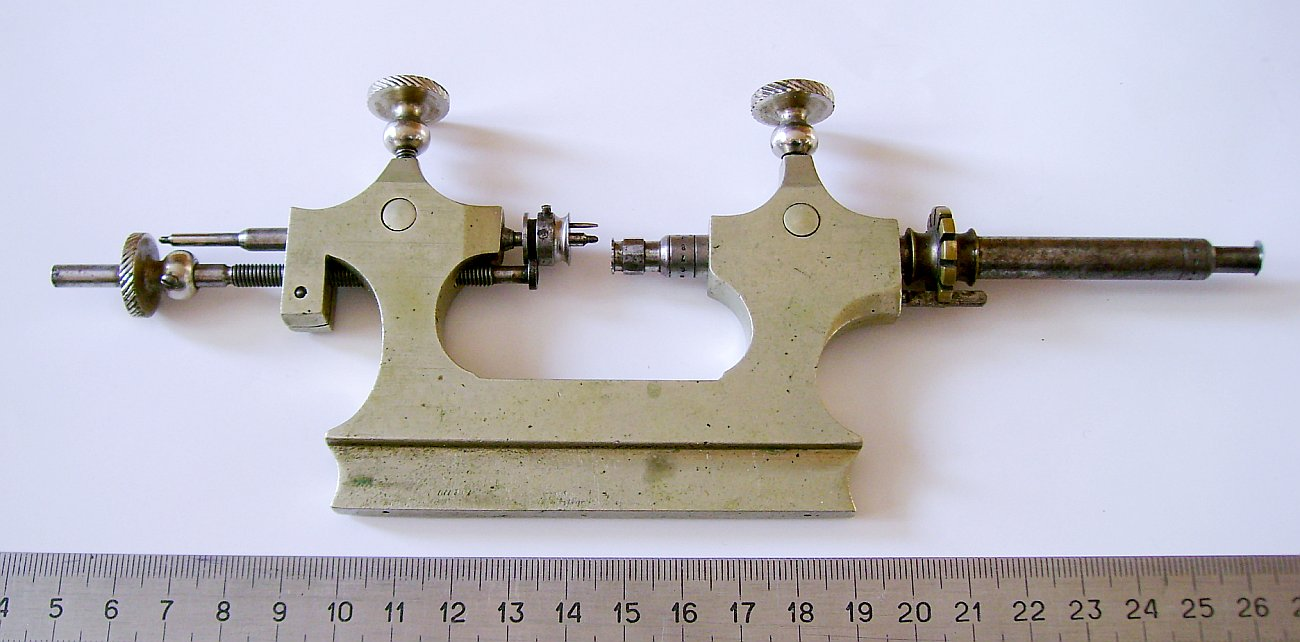
Czopiarka

Czopiarka - urządzenie zegarmistrzowskie służące do polerowania czopów kół zębatych zegarków. W skład wyposażenia czopiarki wchodzą wkładki do czopów o różnej długości i grubości.
Czopiarka może być napędzana silnikiem elektrycznym, korbką ręczną lub smykiem.
Czopy niehartowane poleruje się z niewielkim naciskiem polerownikiem stalowym zwilżonym olejem. Czopy hartowane poleruje się środkiem polerowniczym.
Czopy można również polerować ręcznie na tokarce.